# 朱當澐
翼城恭安王朱當澐（1496年—1543年），明朝魯藩第一代翼城王，魯莊王朱陽鑄的第十四子（嫡子中排第七）。

## 生平
弘治十六年（1503年）二月，獲賜名當澐。正德四年（1509年），封翼城王。
嘉靖二十二年（1543年），朱當澐去世，享年四十八歲，諡號恭安。三年後，嫡長子朱健檙襲爵。

## 家庭

### 子
- 嫡長子：翼城長子→翼城康僖王朱健檙[5]